# Campeonato Paulista de Futebol de 1925
O Campeonato de Foot-Ball da Associação Paulista de Sports Athleticos de 1925 foi a 13.ª edição do campeonato organizado pela APEA, jogado pelos clubes paulistas filiados a esta associação. É reconhecida como edição legítima do Campeonato Paulista de Futebol pela FPF.
O Campeão paulista de 1925 foi a Associação Atlética São Bento do craque da Seleção Brasileira de Futebol,Feitiço, que acabou sendo o artilheiro do torneio. Foi o segundo e último título do São Bento da capital.
O Corinthians, vice-campeão, ficou a apenas 1 ponto do campeão São Bento, perdendo a chance de ser tetra-campeão paulista em seqüência.

## A Segunda Cisão doFutebol Paulista
O Paulistão de 1925 foi o último organizado com exclusividade pela Associação Paulista de Esportes Atléticos. O Futebol Paulista estava dominado pela politicagem entre os clubes, pelo falso amadorismo e indisciplina. O profissinalismo se tornava algo inevitável, mas times mais elitistas , liderados pelo Clube Atlético Paulistano, não aceitaram isso, fundando uma nova liga, a Liga dos Amadores de Futebol, só de clubes amadores, movida por princípios mais esportistas e menos comerciais, para concorrer com a liga da APEA, a partir do ano seguinte. O tradicional, mas decadente Associação Atlética das Palmeiras abandona o campeonato, e no ano seguinte adere à liga amadora.

## Participantes
Os mesmos 12 da última edição: Corinthians, Palestra Itália, Paulistano, Santos Futebol Clube, Associação Portuguesa de Desportos, Associação Atlética das Palmeiras, Associação Atlética São Bento, Clube Atlético Ypiranga, Sport Club Internacional (São Paulo), Sport Club Germânia, Sport Club Sírio e o Braz Athletic Club que mudou o nome nesse campeonato para Auto Sport Club.

## Regulamento

### Campeonato Paulista 1925
19/04/1925 Palestra Itália 4 x 1 SC Internacional
19/04/1925 AA das Palmeiras 1 x 2 Auto-Audax
19/04/1925 Portuguesa 1 x 2 AA São Bento
21/04/1925 Sírio 1 x 1 Ypiranga
21/04/1925 Santos 1 x 0 Corinthians
26/04/1925 Santos 1 x 3 Portuguesa
26/04/1925 Corinthians 4 x 0 SC Internacional
26/04/1925 Palestra Itália 1 x 2 AA São Bento
03/05/1925 AA das Palmeiras 0 x 2 Germânia
03/05/1925 Ypiranga 3 x 1 Auto-Audax
10/05/1925 Portuguesa 0 x 2 Corinthians
10/05/1925 Santos 0 x 3 Palestra Itália
10/05/1925 AA São Bento 4 x 3 Sírio
13/05/1925 Germânia 2 x 1 Auto-Audax
13/05/1925 Ypiranga 2 x 3 AA das Palmeiras
13/05/1925 AA São Bento 3 x 2 SC Internacional
17/05/1925 Palestra Itália 0 x 3 Corinthians
17/05/1925 Santos 3 x 1 Sírio
24/05/1925 AA São Bento 3 x 0 Auto-Audax
24/05/1925 Paulistano 3 x 2 Germânia
24/05/1925 AA das Palmeiras 2 x 1 Portuguesa
31/05/1925 Sírio 0 x 1 Paulistano
31/05/1925 Ypiranga 2 x 3 Santos
31/05/1925 AA das Palmeiras 1 x 4 Corinthians *(AA das Palmeiras abandona o campeonato na5 º rodada)
31/05/1925 SC Internacional 0 x 2 Portuguesa
07/06/1925 Corinthians 2 x 1 AA São Bento
07/06/1925 Palestra Itália 1 x 1 Germânia
07/06/1925 Auto-Audax 1 x 2 Paulistano
07/06/1925 SC Internacional 0 x 2 Santos
14/06/1925 Germânia 3 x 0 Ypiranga
14/06/1925 AA das Palmeiras 0 x 1 AA São Bento
14/06/1925 Palestra Itália 3 x 1 Auto-Audax
14/06/1925 Portuguesa 1 x 3 Sírio
21/06/1925 Santos 1 x 1 Paulistano
21/06/1925 Sírio 2 x 4 Corinthians
21/06/1925 Ypiranga 1 x 0 Portuguesa
21/06/1925 SC Internacional 4 x 2 AA das Palmeiras
28/06/1925 Germânia 0 x 1 Corinthians
28/06/1925 SC Internacional 2 x 0 Auto-Audax
28/06/1925 Paulistano 2 x 4 Palestra Itália
28/06/1925 Santos 3 x 1 AA São Bento
27/09/1925 SC Internacional 6 x 0 Germânia
27/09/1925 AA São Bento 5 x 3 Ypiranga
27/09/1925 Auto-Audax 0 x 4 Portuguesa
04/10/1925 Sírio 5 x 3 Palestra Itália
04/10/1925 Portuguesa 0 x 4 Paulistano
04/10/1925 Ypiranga 0 x 2 Corinthians
04/10/1925 Santos 4 x 2 Germânia
11/10/1925 Portuguesa 3 x 1 Germânia
11/10/1925 SC Internacional 1 x 4 Sírio
11/10/1925 Auto-Audax 2 x 1 Santos
18/10/1925 Palestra Itália 1 x 1 Ypiranga
18/10/1925 Paulistano 3 x 1 SC Internacional
18/10/1925 Corinthians 2 x 2 Auto-Audax
18/10/1925 Sírio 2 x 1 Germânia
25/10/1925 Germânia 2 x 3 AA São Bento
25/10/1925 Ypiranga 0 x 3 Paulistano
25/10/1925 Palestra Itália 3 x 0 Portuguesa
25/10/1925 Sírio 2 x 1 Auto-Audax
01/11/1925 Paulistano 1 x 0 Corinthians
08/11/1925 AA São Bento 1 x 0 Paulistano
22/11/1925 SC Internacional 2 x 1 Ypiranga

## Classificação final
| Classificação - Final | Classificação - Final | Classificação - Final | Classificação - Final | Classificação - Final | Classificação - Final | Classificação - Final | Classificação - Final | Classificação - Final | Classificação - Final | Classificação - Final | Classificação - Final |
| Time | Time                  | PG                    | J                     | V                     | E                     | D                     | GP                    | GC                    | SG                    |                       |                       |
| --- | --------------------- | --------------------- | --------------------- | --------------------- | --------------------- | --------------------- | --------------------- | --------------------- | --------------------- | --------------------- | --------------------- |
| 1 | São Bento             | 16                    | 10                    | 8                     | 0                     | 2                     | 25                    | 17                    | 8                     |                       |                       |
| 2 | Corinthians           | 15                    | 10                    | 7                     | 1                     | 2                     | 20                    | 7                     | 13                    |                       |                       |
| 3 | Paulistano            | 15                    | 10                    | 7                     | 1                     | 2                     | 20                    | 10                    | 10                    |                       |                       |
| 4 | Santos                | 13                    | 10                    | 6                     | 1                     | 3                     | 19                    | 15                    | 4                     |                       |                       |
| 5 | Palestra Itália       | 11                    | 10                    | 5                     | 1                     | 4                     | 23                    | 16                    | 7                     |                       |                       |
| 6 | Sírio                 | 11                    | 10                    | 5                     | 1                     | 4                     | 23                    | 20                    | 3                     |                       |                       |
| 7 | Portuguesa            | 8                     | 10                    | 4                     | 0                     | 6                     | 14                    | 17                    | - 3                   |                       |                       |
| 8 | Internacional         | 6                     | 10                    | 3                     | 0                     | 7                     | 15                    | 23                    | - 8                   |                       |                       |
| 9 | Germânia              | 6                     | 10                    | 3                     | 0                     | 7                     | 14                    | 24                    | - 10                  |                       |                       |
| 10 | Ypiranga              | 6                     | 10                    | 2                     | 2                     | 6                     | 12                    | 21                    | - 9                   |                       |                       |
| 11 | Auto                  | 3                     | 10                    | 1                     | 1                     | 8                     | 9                     | 24                    | - 15                  |                       |                       |
| 12 | AA das Palmeiras*     | 4                     | 5                     | 2                     | 0                     | 3                     | 7                     | 11                    | - 4                   |                       |                       |
| PG - pontos ganhos; J - jogos; V - vitórias; E - empates; D - derrotas; GP - gols pró; GC - gols contra; SG - saldo de gols |                       |                       |                       |                       |                       |                       |                       |                       |                       |                       |                       |

## Premiação
| Campeão Paulista de 1925 |
| ------------------------ |
| SÃO BENTO (2º título)    |